# Max-Weber-Platz (metropolitana di Monaco di Baviera)
Max-Weber-Platz è una stazione della Metropolitana di Monaco di Baviera, che serve le linee U4 e U5 ed è situata nel quartiere di Haidhausen; prende il nome dalla piazza dedicata a Max Weber, sotto cui si trova la stazione. È stata inaugurata il 27 ottobre 1988.
Fino al 1998 la piazza era intitolata ad un politico locale; oggi invece è dedicata al più famoso sociologo.
Oltre all'interscambio tra le linee U4 e U5, è possibile anche l'interscambio con i tram 15, 16, 19 e 25 e con le linee di autobus X30, 190 e 191.
Nel primo mezzanino è mostrato un fac-simile di una tram storico trainato a cavalli (geschlossener Pferdebahnwagen Nr. 87 Typ a 1.41) che è stato in uso a Monaco dal 1876 al 1895.
Max-Weber-Platz è una delle due stazioni che delimitano il percorso comune linee U4 e U5 viene condiviso; da lì in avanti, infatti, le due linee si separano: la U4 prosegue verso Arabellapark, mentre la U5 verso Neuperlach Süd. L'altra stazione che delimita il percorso comune è Westendstraße.